# Franz Hödl
Franz Hödl, född 1 augusti 1905 i Aschach, Österrike-Ungern, var en österrikisk SS-Scharführer. Han var verksam inom Aktion T4 samt i förintelselägret Sobibór.

## Biografi
Franz Hödl gick med i SS kort efter Anschluss, Tysklands annektering av Österrike i mars 1938. Hödl, som var chaufför till yrket, fick anställning vid en bilfirma i förbundslandet Oberösterreich. År 1940 rekryterades han som chaufför till Tötungsanstalt Hartheim, ett av eutanasiinstituten inom Aktion T4, Nazitysklands program för mord på män, kvinnor och barn med psykiska eller fysiska funktionsnedsättningar eller som av någon annan anledning inte bedömdes vara ”livsvärdiga”. Hödl körde en Gekrat-buss som transporterade offer till Hartheim; förmodligen översåg han även offrens registrering och avklädning.
Under en kort tid 1942 verkade han inom Organisation Todt och transporterade sårade tyska soldater från Ryssland. Efter detta sändes han till SS:s träningsläger Trawniki och kom därefter att ingå i staben hos Odilo Globocnik, SS- och polischef i Lublin. I oktober 1942 kommenderades Hödl till förintelselägret Sobibór, där han bland annat skötte den stridsvagnsmotor som försåg gaskamrarna i Lager III med avgaser. Hödl var därtill chaufför åt lägerkommendanten Franz Reichleitner.
År 1943 sändes Hödl tillsammans med Reichleitner och en rad andra funktionärer inom Aktion Reinhard till Italien. Hödl var närvarande när Reichleitner sköts till döds av italienska partisaner i januari 1944.